# آفتاب‌رو
آفتاب‌رو روستایی در دهستان الویر بخش خرقان شهرستان زرندیه استان مرکزی ایران است.

## جمعیت
بر پایه سرشماری عمومی نفوس و مسکن در سال ۱۳۹۵ جمعیت این روستا ۸۱ نفر (۲۴خانوار) بوده‌است.